# Boris Skwirski
Boris Jewsiejewicz Skwirski (ros. Борис Евсеевич Сквирский, ur. 1887 w Odessie, zm. 30 lipca 1941) – radziecki dyplomata.
Miał wykształcenie wyższe, 1904-1918 członek Partii Lewicowych Eserowców, później RKP(b), 1920 wiceminister spraw zagranicznych Republiki Dalekowschodniej, od października 1921 do 1922 członek delegacji Republiki Dalekowschodniej w USA, 1922-1923 był nieoficjalnym przedstawicielem RFSRR w USA. Od 1923 do listopada 1933 przedstawiciel dyplomatyczny Ludowego Komisariatu Spraw Zagranicznych ZSRR w USA, 1933-1936 radca Ambasady ZSRR w USA, 1933 chargé d'affaires ZSRR w USA, od 16 kwietnia 1936 do 1 listopada 1937 ambasador ZSRR w Afganistanie, później zarządca trustu "Miedinstrumient".
15 lipca 1938 aresztowany, 8 lipca 1941 skazany na śmierć przez Wojskowe Kolegium Sądu Najwyższego ZSRR "za przynależność do kontrrewolucyjnej organizacji terrorystycznej i szpiegostwo", następnie rozstrzelany. 26 listopada 1955 pośmiertnie zrehabilitowany.